# 東大和公園
東大和公園（ひがしやまとこうえん）は、東京都東大和市の狭山丘陵に位置する都立公園。東京都最初の丘陵地公園である。

## 概要
周辺の市街化が進み、島状に残された狭山丘陵の南東部に位置する都市緑地である。東大和市の自然保護区に指定されており、敷地の一部は都立狭山自然公園の区域に含まれている。市民団体の連携により手入れされているコナラやアカマツの雑木林には、キツネノカミソリやリョウブ、
オオバギボウシが生息している。
同市南部には同じく都立公園の東大和南公園が存在する。

## 運営
東京都の都市計画（昭和47年12月23日東京都告示第1429号）に基づき、東京都最初の丘陵地公園として1979年（昭和54年）6月1日に開園。
2006年（平成18年）4月1日より、西武グループの西武造園株式会社を代表企業とする西武・狭山丘陵パートナーズが指定管理者として運営管理を行っている。

## 施設
- アカマツ広場
- みんなの広場
- 源流の森
- ときどき池
- 森のあそび場（木製遊具）

## アクセス
- ちょこバス「東大和公園入口」から徒歩0分
- 西武バス「塩釜神社」から徒歩10分
- 西武多摩湖線「武蔵大和駅」から徒歩15分